# Candace Cameron
Candace Helaine Cameron Bure (6. travnja, 1976. – Kalifornija, SAD) američka je glumica i producentica. Najpoznatija po ulozi Donne Jo "D.J" Tanner u Punoj kući.

## Djetinjstvo i početak karijere
Candace je rođena u Kaliforniji. Njezini su roditelji Robert Cameron i Barbara Bausmith. Kao i njezin stariji brat Kirk odlučila se baviti glumom. Na početku karijere snimala je televizijske reklame. Zatim je glumila u televizijskim serijama kao što su Growing Pains i Who's the Boss?.

## Privatni život
Candace se 22. srpnja, 1996. udala za ruskog igrača u NHL-u Valerija Buru, a zatim su dobili troje djece: Natašu Valerijevnu Bure koja je rođena 15. kolovoza, 1998., Leva Valerijeviča Buru rođenog 20. veljače, 2000. i Maksima Valerijeviča Buru rođenog 20. siječnja, 2002. Candace i njezin muž proizvode vino pod nazivom Bure Family Wines.

## Filmografija

### Filmovi
| Godina | Naslov                    | Uloga         |
| ------ | ------------------------- | ------------- |
| 1987.  | Some Kind of Wonderful    | Cindy Nelson  |
| 1988.  | Punchline                 | Carrie        |
| 1995.  | Monster Mash              | Mary (Juliet) |
| 2001.  | The Krew                  | Chief Karls   |
| 2001.  | The Uncertainty Principle | -             |
| 2007.  | The Wager                 | Cassandra     |

### Televizijske uloge
| Godina        | Naslov                              | Uloga                  |
| ------------- | ----------------------------------- | ---------------------- |
| 1982. – 1984. | St. Elsewhere                       | Megan White            |
| 1983.         | Alice                               | Dijete                 |
| 1984.         | T. J. Hooker                        | Tina                   |
| 1985.         | Punky Brewster                      | Jennifer Bates         |
| 1986.         | Little Spies                        | Julie                  |
| 1987.         | Bigfoot                             | Samantha               |
| 1987.         | Who's the Boss?                     | Mlada Mona             |
| 1987. – 1988  | Growing Pains                       | Jenny Foster           |
| 1987. – 1995  | Puna kuća                           | Donna Jo "D.J" Tanner  |
| 1988.         | I Saw What You Did                  | Julia Fielding         |
| 1990.         | Camp Cucamonga                      | Amber Lewis            |
| 1991.         | Real Mature                         | Gostujuća Zvijezda     |
| 1992.         | To Grandmother's House We Go        | -                      |
| 1994.         | Bill Nye the Science Guy            | Candace                |
| 1995.         | Sharon's Secret                     | Sharon                 |
| 1995.         | Visitors of the Night               | Katie English          |
| 1996.         | Cybill                              | Hannah                 |
| 1996.         | No One Would Tell                   | Stacy Collins          |
| 1996.         | Kidz in the Wood                    | Donna                  |
| 1996.         | She Cried No                        | Melissa Connell        |
| 1997.         | Boy Meets World                     | Witch Millie           |
| 1997.         | Night Scream                        | -                      |
| 2001.         | Twice in a Lifetime                 | Rose Hathaway          |
| 2005.         | 50 Cutest Child Stars: All Grown Up | Candace Cameron        |
| 2007.         | That's So Raven                     | Courtney Dearborn      |
| 2008.         | Moonlight and Mistletoe             | Holly                  |
| 2009. - sada  | Make It or Break It                 | Summer Van Horn        |
| 2016. - 2020  | Punija Kuća                         | Donna Jo "D.J." Fuller |